# XT-83榴彈機砲
XT-83榴彈機砲是聯勤205兵工廠的實驗性產品。XT-83的資料不多，依公布性能與照片推測，是聯勤205兵工廠仿美製Mk 19自動榴彈發射器的產品。

## 發展
XT-83公開於民國83年(1994年)，並無量產，原因為陸軍已經外購Mk19。

## 設計
XT-83使用40毫米榴彈，彈鍊上彈，屬氣冷反衝式設計，最大射程2200米，全槍長1095毫米，上述數據皆與Mk19一樣。XT-83略輕，重32kg，Mk19重35.3kg，XT-83除砲口制退器與Mk 19自動榴彈發射器略不同外，外觀幾乎一模一樣。
後繼型為T-91榴彈機炮